# Col de Moya
Col de Moya är ett bergspass i Komorerna.   Det ligger i distriktet Anjouan, i den centrala delen av landet, 150 km sydost om huvudstaden Moroni. Col de Moya ligger 1 040 meter över havet. Det ligger på ön Anjouan.
Terrängen runt Col de Moya är kuperad åt sydost, men åt nordväst är den bergig. Havet är nära Col de Moya åt sydväst.  Närmaste större samhälle är Moutsamoudou, 16,7 km nordväst om Col de Moya. 